# Trofeo San Julián de fútbol
El Trofeo San Julián de fútbol es un torneo amistoso de fútbol disputado en la ciudad y municipio de Cuenca, en la Comunidad autónoma de Castilla-La_Mancha (España). El Trofeo se disputa desde 1970, organizado por el club Unión Balompédica Conquense, en colaboración con el Ayuntamiento de Cuenca. 
Tiene lugar coincidiendo con la celebración de las Fiestas de San Julián, a finales de agosto. Se ha celebrado initerrumpidamente desde 1970, exceptuando las ediciones de 2011, 2014, 2015, 2016 y 2020, por diversas causas.

## Palmarés
| Año       | Edición      | Campeón                | Resultado  | Subcampeón                                             |
| --------- | ------------ | ---------------------- | ---------- | ------------------------------------------------------ |
| 1970      | I            | U. B. Conquense        | 5-2        | C. D. Alcázar                                          |
| 1971      | II           | Atlético Madrileño     | 1-1 (pen)  | U. B. Conquense                                        |
| 1972      | III          | U. B. Conquense        | 2-1        | Real Madrid Amateur                                    |
| 1973      | IV           | Rayo Vallecano         | 2-0        | U. B. Conquense                                        |
| 1974      | V            | A. D. Torrejón         | 1-1 (pen.) | U. B. Conquense                                        |
| 1975      | VI           | Albacete Balompié      | 0-0 (pen.) | U. B. Conquense                                        |
| 1976      | VII          | U. B. Conquense        | 2-0        | C. F. Valdepeñas                                       |
| 1977      | VIII         | C. P. Cacereño         | 1-1 (pen.) | U. B. Conquense                                        |
| 1978      | IX           | A. D. Almería          | 2-0        | U. B. Conquense                                        |
| 1979      | X            | U. B. Conquense        | 5-1        | C. D. Pegaso                                           |
| 1980      | XI           | U. B. Conquense        | 2-0        | C. D. Cieza                                            |
| 1981      | XII          | U. B. Conquense        | 2-1        | Atlético Albacete                                      |
| 1982      | XIII         | C. P. Villarrobledo    | 0-0 (pen.) | U. B. Conquense                                        |
| 1983      | XIV          | U. B. Conquense        | 0-0 (pen.) | Rayo Vallecano                                         |
| 1984      | XV           | U. B. Conquense        | 1-1 (pen.) | Atlético Madrileño                                     |
| 1985      | XVI          | U. B. Conquense        | -          | Emiratos Árabes Unidos                                 |
| 1986      | XVII         | Real Mallorca          | 2-0        | U. B. Conquense                                        |
| 1987      | XVIII        | U. B. Conquense        | 1-1 (pen.) | Rayo Vallecano                                         |
| 1988      | XIX          | desconocido            | -          | U. B. Conquense A. D. San José Obrero(1) Motilla C. F. |
| 1989      | XX           | Castilla C. F.         | 2-0        | U. B. Conquense                                        |
| 1990      | XXI          | Rayo Vallecano         | 1-0        | U. B. Conquense                                        |
| 1991      | XXII         | U. D. Alcira           | 1-1 (pen.) | U. B. Conquense                                        |
| 1992      | XXIII        | U. B. Conquense        | -          | C. D. Tarancón                                         |
| 1993      | XXIV         | Albacete Balompié      | 5-0        | U. B. Conquense                                        |
| 1994      | XXV          | C. D. Toledo           | 1-0        | U. B. Conquense                                        |
| 1995      | XXVI         | U. B. Conquense        | triangular | Real Aranjuez D. A. V. Santa Ana                       |
| 1996      | XXVII        | U. B. Conquense        | 1-1 (pen.) | Recreativo de Huelva                                   |
| 1997      | XXVIII       | C. D. Colonia Moscardó | 2-1        | U. B. Conquense                                        |
| 1998      | XXIX         | U. B. Conquense        | triangular | Talavera C. F. C. D. Manchego                          |
| 1999      | XXX          | Atlético de Madrid "B" | 2-2 (pen.) | U. B. Conquense                                        |
| 2000      | XXXI         | C. D. Leganés          | 1-0        | U. B. Conquense                                        |
| 2001      | XXXII        | Albacete Balompié      | 1-1 (pen.) | U. B. Conquense                                        |
| 2002      | XXXIII       | Sevilla F. C.          | 1-1 (pen.) | U. B. Conquense                                        |
| 2003      | XXXIV        | Levante U. D.          | 1-0        | U. B. Conquense                                        |
| 2004      | XXXV         | U. B. Conquense        | 3-0        | Rayo Vallecano                                         |
| 2005      | XXXVI        | Mérida U. D.           | 0-0 (pen.) | U. B. Conquense                                        |
| 2006      | XXXVII       | U. B. Conquense        | 2-1        | Atlético de Madrid "B"                                 |
| 2007      | XXXVIII      | U. B. Conquense        | 2-1        | Atlético de Madrid "B"                                 |
| 2008      | XXXIX        | U. B. Conquense        | 1-1 (pen.) | Athletic Club                                          |
| 2009      | XL           | U. B. Conquense        | 3-2        | C. D. Alcoyano                                         |
| 2010      | XLI          | C. D. Castellón        | 2-1        | U. B. Conquense                                        |
| 2011      | no disputado |                        |            |                                                        |
| 2012      | XLII         | U. B. Conquense        | 2-2 (pen.) | Atlético de Madrid "B"                                 |
| 2013      | XLIII        | Getafe C. F. "B"       | 2-0        | U. B. Conquense                                        |
| 2014-2016 | no disputado |                        |            |                                                        |
| 2017      | XLIV         | C. D. Tarancón         | 1-0        | Ciudad de Cuenca C. F.                                 |
| 2018      | XLV          | Ciudad de Cuenca C. F. | 1-1 (pen.) | C. D. Tarancón                                         |
| 2019      | XLVI         | U. B. Conquense        | triangular | C. D. Balona Conquense A. D. San José Obrero(1)        |
| 2020      | no disputado |                        |            |                                                        |
| 2021      | XLVII        | U. B. Conquense        | 1-0        | C. D. Colonia Moscardó                                 |
| 2022      | XLVIII       | C. D. San José Obrero  | 2-1        | U. B. Conquense                                        |
| 2023      | XLIX         | U. B. Conquense        | 4-0        | C. D. San José Obrero                                  |
| 2024      | L            | C. D. San José Obrero  | 2-1        | U. B. Conquense "B"                                    |

## Campeones
Faltan por contabilizar las ediciones de 1970,1971 y 1988
| Equipo                 | Títulos | Ediciones |
| ---------------------- | ------- | --- |
| U. B. Conquense        | 23      | 1970, 1972, 1976, 1979, 1980, 1981, 1983, 1984, 1985, 1987, 1992, 1995, 1996, 1998, 2004, 2006, 2007, 2008, 2009, 2012, 2019, 2021, 2023 |
| Albacete Balompié      | 3       | 1975, 1993, 2001 |
| Atlético de Madrid "B" | 2       | 1971, 1999 |
| Rayo Vallecano         | 2       | 1973, 1990 |
| C. D. San José Obrero  | 2       | 2022, 2024 |
| A. D. Torrejón         | 1       | 1974 |
| C. P. Cacereño         | 1       | 1977 |
| A. D. Almería          | 1       | 1978 |
| C. P. Villarrobledo    | 1       | 1982 |
| Real Mallorca          | 1       | 1986 |
| Castilla C. F.         | 1       | 1989 |
| U. D. Alcira           | 1       | 1991 |
| C. D. Toledo           | 1       | 1994 |
| C. D. Colonia Moscardó | 1       | 1997 |
| C. D. Leganés          | 1       | 2000 |
| Sevilla F. C.          | 1       | 2002 |
| Levante U. D.          | 1       | 2003 |
| Mérida U. D.           | 1       | 2005 |
| C. D. Castellón        | 1       | 2010 |
| Getafe C. F. "B"       | 1       | 2013 |
| C. D. Tarancón         | 1       | 2017 |
| Ciudad de Cuenca C. F. | 1       | 2018 |